# 1874 (numero)
Milleottocentosettantaquattro (1874) è il numero naturale dopo il 1873 e prima del 1875.

## Proprietà matematiche
- È un numero pari.
- È un numero composto da 4 divisori: 1, 2, 937, 1874. Poiché la somma dei suoi divisori (escluso il numero stesso) è 940 < 1874, è un numero difettivo.
- È un numero semiprimo.
- È un numero omirpimes in quanto anche qualora scritto al contrario, ovvero 4781 = 7 × 683 è semiprimo.
- È un numero felice.
- È esprimibile in un solo modo come somma di due quadrati: 1874 = 1849 + 25 = 432 + 52.
- È un numero malvagio.
- È un numero intero privo di quadrati.
- È parte delle terne pitagoriche (430, 1824, 1874), (1874, 877968, 877970).

## Astronomia
- 1874 Kacivelia è un asteroide della fascia principale del sistema solare.

## Astronautica
- Cosmos 1874 è un satellite artificiale russo.